# Prawitz Öberg

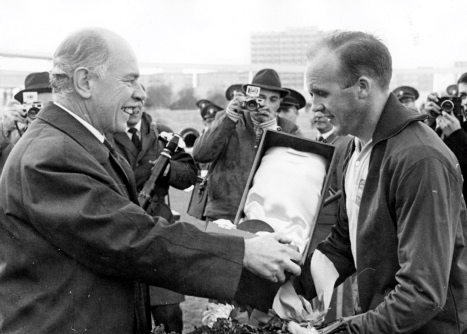
Öberg (r.) erhält 1962 den Guldbollen

Prawitz Öberg (* 16. November 1930 in Gislöv; † 4. November 1995 in Västra Skrävlinge) war ein schwedischer Fußballspieler. Der Abwehr- und Mittelfeldspieler, der mit der schwedischen Nationalmannschaft ohne Spieleinsatz Vize-Weltmeister wurde, gewann mit Malmö FF einmal den schwedischen Meistertitel.

## Werdegang
Öberg spielte in der Jugend bei Trelleborgs FF. Dort schaffte er jedoch nicht den Sprung in die Wettkampfmannschaft, so dass er im Alter von 19 Jahren den Klub verließ und zum unterklassig antretenden Gislöv IF wechselte. Hier war er auf Anhieb erfolgreich und stach aus der Mannschaft heraus, so dass nach einem Jahr die höherklassig antretenden Trelleborgs FF und IFK Trelleborg um seine Dienste buhlten. Nachdem er sich für letzteren entschieden hatte, war er beim Zweitligaaufsteiger in der Spielzeit 1951/52 einer der Leistungsträger.
Vor Beginn der Spielzeit 1952/53 wechselte Öberg zu Malmö FF in die Allsvenskan. Während sich die Mannschaft um Egon Jönsson, Arne Månsson, Nils-Åke Sandell und Henry Thillberg am Ende der Saison den Von-Rosens-Pokal für den schwedischen Meistertitel sicherte, fehlte ihm ein Spieleinsatz um auch mit einer Goldmedaille ausgezeichnet zu werden. Zunächst spielte er auf der linken Außenbahn, teilweise auch in der Offensive. Nach dem Abgang Arne Månssons im Sommer 1955 beerbte er diesen auf der linken Verteidigerposition. Dort etablierte er sich als Stammspieler und rückte ins Blickfeld des Auswahlkomitees (Uttagningskommittén) für die schwedische Nationalelf. Im Oktober 1957 debütierte er an der Seite von Orvar Bergmark, Sigvard Parling, Gunnar Gren und Agne Simonsson beim 5:2-Erfolg über Norwegen im Nationaljersey und avancierte zur Stammkraft im Kader. Auch für die Weltmeisterschaft 1958 im eigenen Land nominierten ihn die Verantwortlichen neben seinem Mannschaftskameraden Tore Svensson, im Turnierverlauf kamen die beiden jedoch nicht zum Einsatz.
Zwischenzeitlich wieder ins linke Mittelfeld gerückt, hatte Öberg Anfang der 1960er Jahre seine beste Zeit als Spieler. Unangefochten Stammspieler im Verein und der Nationalmannschaft wurde er 1962 mit dem Guldbollen als schwedischer Fußballer des Jahres ausgezeichnet. Hatte er mit der Auswahlmannschaft die Qualifikation zur Weltmeisterschaft 1962 verpasst, erreichte er mit ihr die Ausscheidungsrunde zur Europameisterschaft 1964. Unter Trainer Lennart Nyman verpasste die Mannschaft im Mai 1964 erst im Viertelfinale gegen die UdSSR die Teilnahme an der Endrunde. Im Oktober des Jahres bestritt er anlässlich eines 3:3-Remis gegen die polnische Nationalmannschaft sein 26. und letztes Länderspiel, das er mit seinem fünften Länderspieltreffer krönte.
War Öberg zwölf Jahre zuvor die Meistermedaille knapp verwehrt geblieben, holte er unter Leitung von Trainer Antonio Durán an der Seite von Ingvar Svahn, Krister Kristensson und Bo Larsson zum Abschluss seiner aktiven Laufbahn den Meistertitel. Als Spielertrainer übernahm er Gunnarstorps IF und erreichte mit dem Zweitligisten am Ende der Spielzeit 1966 die Aufstiegsrunde zur Allsvenskan, scheiterte mit der Mannschaft jedoch hinter Hammarby IF und IFK Holmsund. Später trainierte er Lunds BK, Anderslöv BoIK, Trelleborgs FF, Malmö BI und Limhamns IF.
Öberg erkrankte an Knochenkrebs und erlag dem Leiden kurz vor seiner Pensionierung im Herbst 1995.